# Bauhínia
La bauhínia (Bauhinia forficata), sinònim: Bauhinia candicans és una espècie d'arbre. Bauhinia és un gènere dedicat als botànics suïssos germans Bauhin. És originari del Brasil, el Perú, l'Uruguai i l'Argentina.
Arriba a fer de 3 a 8 metres d'alt i és un arbret espinós. Les fulles són simples i ovades de 8 a 12 cm de llarg.
Les flors són axil·lars, disposades en grups de dos a tres. Els pètals són blancs, de liniars a oblongs, de 5 a 10 cm de llarg.
El fruit és un llegum llenyós de fins a 15 cm de llarg amb poques llavors.
És una planta ornamental. Com a planta medicinal s'utilitza la infusió de les fulles per combatre alguns tipus de diabetis.